# Cryptopygus debilis
Cryptopygus debilis är en urinsektsart som först beskrevs av Cassagnau 1959.  Cryptopygus debilis ingår i släktet Cryptopygus och familjen Isotomidae. Inga underarter finns listade i Catalogue of Life.